# Aconothobius orientalis
Aconothobius orientalis är en loppart som först beskrevs av Lewis, Kulkarni et Bhat 1972.  Aconothobius orientalis ingår i släktet Aconothobius och familjen smågnagarloppor. Inga underarter finns listade i Catalogue of Life.